# Melinnexis arctica
Melinnexis arctica är en ringmaskart. Melinnexis arctica ingår i släktet Melinnexis och familjen Ampharetidae. Inga underarter finns listade i Catalogue of Life.